# The Lincoln Highwayman
The Lincoln Highwayman er en amerikansk stumfilm fra 1919 af Emmett J. Flynn.

## Medvirkende
- William Russell som Jimmy Clunder
- Lois Lee som Marian Calvert
- Frank Brownlee
- Jack Connolly som Mack
- Edward Peil Sr. som Steele